# Stefano Porcari
Stefano Porcari   (Roma, segle XV - Roma, 9 de gener de 1453), va ser un polític i humanista italià de Roma, conegut com el líder d'una rebel·lió contra el papa Nicolau V i l'autoritat secular papal a Roma.

## Biografia
Porcari va néixer en una família benestant de Roma. Va rebre una educació humanista i es va convertir en un admirador de l'antiga República Romana. Porcari es va formar com a advocat, i el 1427 i el 1428 va ser elegit capitano del popolo de Florència sota la protecció del papa Martí V. Allà va conèixer l'erudit humanista Leonardo Bruni i el monjo camaldolès Ambrose Traversari. Mentre estava a Florència, era costum de Porcari, durant les celebracions públiques, pronunciar discursos des d'un balcó del Palazzo della Signoria, exhortant el poble a honrar la justícia, com a fundació de la comuna. Després va viatjar a França i Alemanya.
El 1427 exercia un càrrec públic a Florència, des d'on sembla que ja va conspirar contra el poder temporal dels papes, per la qual cosa va haver de sortir d'Itàlia. Després de viatjar per algun temps per França i Alemanya, va tornar a Roma a la mort, el 1431, del papa Martí V. El nou papa, Eugeni IV, el va nomenar per atreure'l, podestà de Bolonya, d'on va passar, amb el mateix càrrec, a Siena.
Quan la fugida d'Eugeni IV a Florència, es va dirigir Porcari a aquesta ciutat per oferir-se com a mediador entre el papa i els rebels, però els seus oferiments no van ser acceptats. El 1435 Eugeni IV el va nomenar governador d'Orvieto, on va donar proves de gran serenitat, i poc després va desaparèixer per no reaparèixer fins a la mort d'Eugeni IV el 1447.
Ja llavors es va presentar obertament com a enemic del poder temporal dels papes i va demanar que, si més no, la seva autoritat fos restringida. Aprofitant llavors la poca popularitat de Nicolau V, recentment elegit, va organitzar una conspiració contra ell, però va ser descoberta i va haver de fugir a Bolonya. Va tornar després a Roma i quan es disposava a dur a terme el seu projecte, va ser detingut i penjat.
Quant al pontífex, no va voler castigar l'«immens nombre de còmplices», segons va cantar un poeta, i «va preferir fer de l'amor dels seus súbdits un baluard invencible». Malgrat això, alguns van voler fer de Porcari un màrtir, contra la qual cosa Nicolau V va fer publicar, per Pedro Godes, un escrit en què es posava de manifest tot el procés de la revolta.